# サンドブラスト
サンドブラスト（英語：sandblasting）もしくは砂吹き（すなふき）とは、ショット・ブラストの一種で、表面に砂などの研磨材を吹き付ける加工法のことである。工業的技術。1870年、船舶用の錆取り用としてアメリカ合衆国のティルマン（B.C.Tilghman）により考案された。

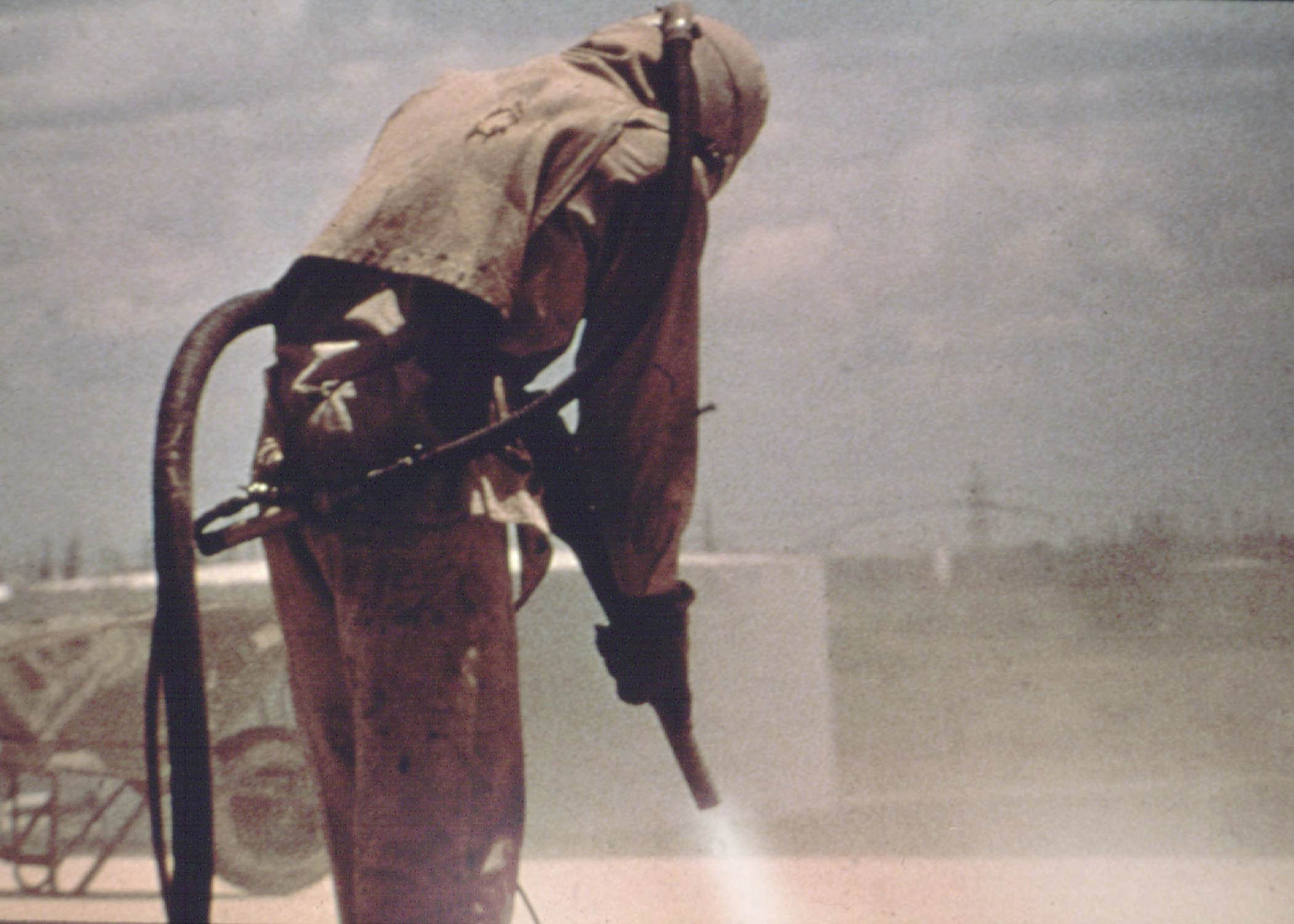
フルカバーの保護具を着用しサンドブラストの作業をする様子

## 概要

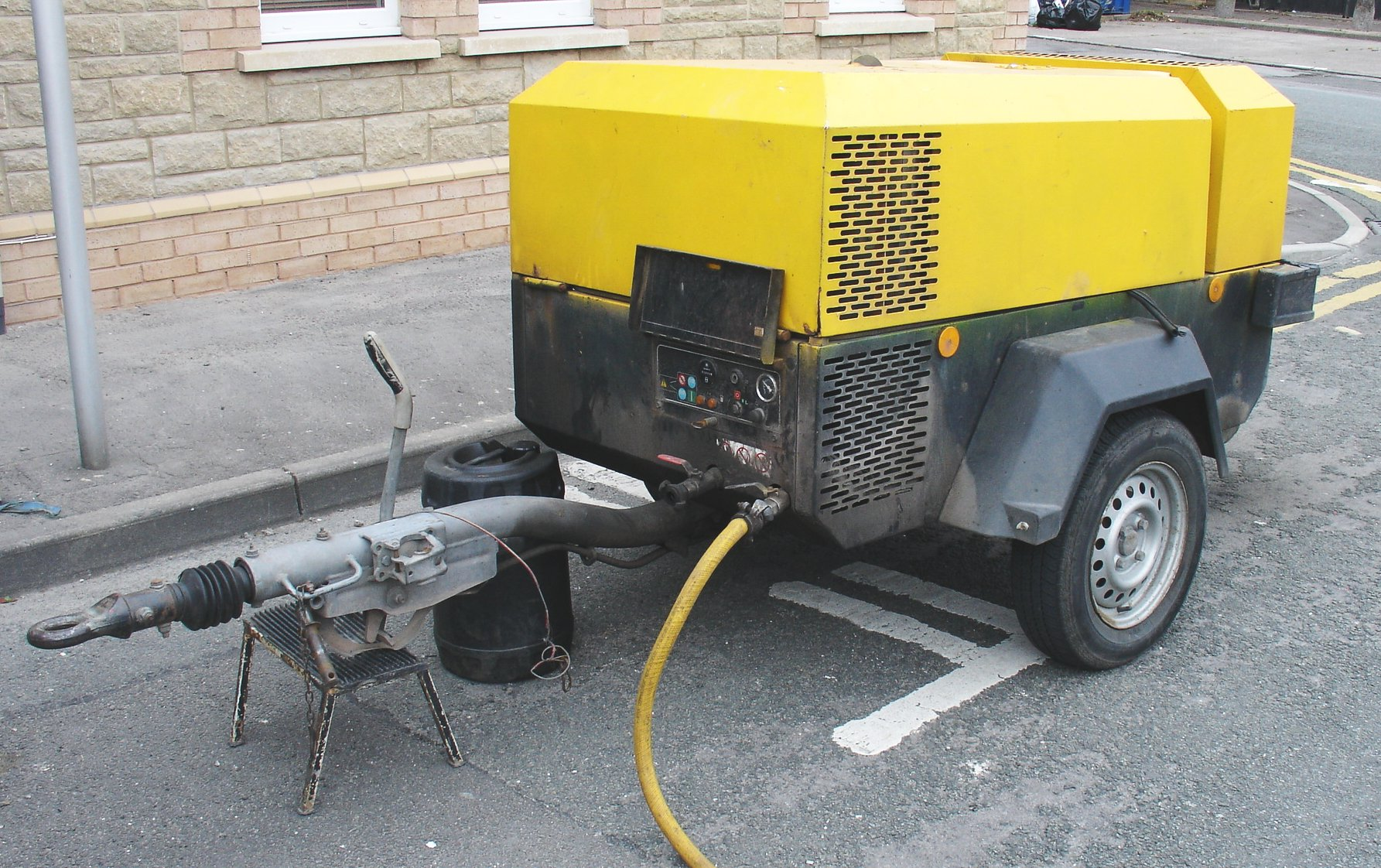
サンドブラスト用のディーゼルエンジンコンプレッサー

主に、コンプレッサーによる圧縮空気に研磨材を混ぜて吹き付けるが、細かい部品を加工する際には、より大量の研磨材を効率よく吹き付けるためにサンドブラスター（砂吹き機）という作業箱の中で加工する。
錆取り・塗装剥がし・下地処理のほか、近年では、回路・IC・電子・電気等の部品・配線加工などで使われる。また、鋳物、陶磁器、ガラス工芸品、石材などに表面処理、装飾、彫刻を施す為にも用いられる。
大型加工では、古いオートバイのエンジンブロックを丸ごとサンドブラストに掛け、新車当時の輝きを取り戻すサービスを提供する業者も存在する。
サンドブラストに使われる砂（研磨材）には元々は硅砂などが多用されていたが、近年はアルミナやガラスビーズなどが多く使用されている。他にナイロンなどの樹脂系やクルミの殻や桃の種などの植物系もあり、用途も多様化している。
また、サンドブラストは削ったり叩き落す用途が最も多いが、近年では磨きに使われることもある。
ガラス工芸としては、表面彫刻・加飾の方法や加工後の擦りガラス状態等が、化学腐食のエッチングに似ていることから、20世紀になって用いられだした。文字や絵柄を残したい部分のみマスキングを外し（もしくは掛け）、サンドブラストを行なうと、対象部分がすりガラスとなって残る。タンブラーやワイングラスのような記念品等の名入れ等でも利用される。近年は、従来のフッ酸混合液（フッ化水素酸と硫酸の混合液）による腐食（エッチング）と比べて、安全性、生産性にすぐれ、1978年、日本のガラス工芸作家竹内洪が、ドイツFrankfurt Messeにて世界初のサンドブラストのガラス工芸を発表して以来、サンドブラスト加工が世界的に広がる。加えて、設備の小型化も進んだことから個人でも導入可能な簡易性・加工性等もあり、サンドブラスト加工の品も「エッチング」と呼称されガラス工房や作家において普及している。
「ガラスエッチング」と表記される事も多いが、エミール・ガレ等のフッ酸混合液での化学腐食でのエッチングとは歴史的にも技術的にも全くの別の工法である。
石材加工にも応用されており、墓石の文字入れは、彫らない表面をゴムシートで覆い、パソコン上でデザインした文字の部分だけシートをレーザーカッターなどで切り抜き、サンドブラストによって行うのが主流となっている。